# Andalgalomys olrogi
Andalgalomys olrogi is een zoogdier uit de familie van de Cricetidae. De wetenschappelijke naam van de soort werd voor het eerst geldig gepubliceerd door Williams & Mares in 1978.

## Voorkomen
De soort komt voor in Argentinië.